# 马拉瓦 (热尔省)
马拉瓦（法語：Maravat）是法国热尔省的一个市镇，属于孔东区（Condom）莫韦赞县（Mauvezin）。该市镇总面积6.46平方公里，2009年时的人口为42人。

## 人口
马拉瓦人口变化图示